# 尤里·克爾帕登科
尤里·列昂尼多維奇·克爾帕登科（羅馬化：Yurii Leonidovych Kerpatenko；1976年9月9日—2022年9月28日），烏克蘭指揮家。

## 生平
2000年，畢業於基輔音樂學院。2004年，擔任米可拉庫利什音樂及戲劇院首席指揮者。
2022年2月，俄羅斯入侵烏克蘭後，未離開遭俄羅斯佔領的赫爾松。9月，與家人失聯。根據10月13日發布的訊息，他因拒絕為俄羅斯演奏而遭到殺害。

## 脚注
1. ↑   [Folk instruments]. Херсонське музичне училище | Херсонское музыкальное училище.   [2022-10-15]. （原始内容存档于2022-10-14） （俄语）.
2. ↑  Zahorodnii, Mykhailo. . Ukrainska Pravda. 15 October 2022  [2022-10-15]. （原始内容存档于2022-10-18） （英语）.
3. ↑  Петік, Марина.  [The occupiers in Kherson killed a famous musician with an automatic burst through the door: details of the tragedy]. OBOZREVATEL NEWS. 2022-10-14  [2022-10-15]. （原始内容存档于2022-10-14） （乌克兰语）.